# نادي بارتيزان
نادي بارتيزان لكرة القدم (بالصربية:fudbalsku klub Partizan) نادي كرة قدم صربي يلعب في دوري الدرجة الممتازة . تم تأسيس النادي في سنة 1945.